# جنگل ای‌یو
جنگل ای‌یو (به فرانسوی: Forêt d'Eu) یک جنگل در فرانسه است که در نرماندی واقع شده‌است.